# Куриер
Куриер (на френски: courrier — бегач, на латински: currere — бягам, движа се бързо) е човек или компания, занимаващи се с доставка на съобщения, писма, друг вид кореспонденция и малки пакети. Интернет и факсът, а напоследък и дронът значително променят естеството на тези услуги.
В античността и средновековието куриери се наричат конни пратеници, които разнасят секретната и дипломатическа поща.